# Congregación Benito Juárez
Congregación Benito Juárez är en ort i Mexiko.   Den ligger i kommunen San Pedro Tapanatepec och delstaten Oaxaca, i den sydöstra delen av landet, 600 km sydost om huvudstaden Mexico City. Congregación Benito Juárez ligger 37 meter över havet och antalet invånare är 104.
Terrängen runt Congregación Benito Juárez är kuperad norrut, men söderut är den platt. Runt Congregación Benito Juárez är det ganska glesbefolkat, med 24 invånare per kvadratkilometer. Närmaste större samhälle är Chahuites, 3,3 km söder om Congregación Benito Juárez. Omgivningarna runt Congregación Benito Juárez är en mosaik av jordbruksmark och naturlig växtlighet.